# یدالله بایندر
یدالله بایندر (۳ مرداد ۱۲۹۲ – ۴ شهریور ۱۳۲۰) ناوسروان نیروی دریایی شاهنشاهی ایران بود که در جریان حمله متفین به ایران به همراه تعدادی از سربازان نیروی دریایی برابر آنان مقاومت کرد و توسط نیروی هوایی شوروی در بندر انزلی کشته شد.
او برادر غلامعلی بایندر بود. پس از کشته شدن در عملیات جنگی طبق مقررات و آیین‌نامه ارتش، درجه ناخدا سوم به او تعلق گرفت.
او و برادرش تنها نظامیان رده بالای حکومت پهلوی هستند که پس از انقلاب ۱۳۵۷ نیز بخاطر ایستادگی‌شان برابر تجاوز متفقین به ایران مورد احترام هستند و از آنان به عنوان شهید یاد می‌کنند.

## تبار
پدرش علی‌اکبر بایندر ملقب به دبیر دربار از سران طایفه بایندر بیجارگروس بود. جد یدالله بایندر (لطفعلی‌خان) چهار پسر داشت، علی‌اشرف خان معروف به امیرمعزز گروسی، علی‌اکبر خان، قاسم‌ سلطان و فتحعلی‌خان، علی‌اکبر بایندر هم صاحب چهار پسر به نام‌های غلامعلی، غلامحسین، نصرالله،اسدالله و یدالله بود.
ناوسروان یدالله بایندر در سال ۱۳۲۰ مسئولیت کفالت فرماندهی نیروی دریایی در دریای خزر را بر عهده داشت.
در آخرین ساعات شب دوم شهریور ۱۳۲۰ به دولت ایران اطلاع داده شد به خاطر بی‌توجهی به خواسته متفقین مبنی بر اخراج نیروهای آلمانی، ارتش دو کشور شوروی و انگلیس به شمال و جنوب ایران حمله خواهند کرد.
به فاصله چند ساعت ایران از زمین و هوا و دریا در معرض تهاجم قرار گرفت. در شمال نیروهای حمله‌کننده شوروی با خشونت بندر انزلی را از زمین و هوا مورد تهاجم قرار داده و باعث شهید شدن ناوسروان یدالله بایندر  شدند.
مزار وی هم‌اکنون در محوطه باراندازهای بندر انزلی است.

## آثار مرتبط با زندگی وی
یک بازی رایانه‌ای در رابطه با زندگی ناخدا بایندر که با حمایت سازمان تبلیغات اسلامی و توسط مؤسسه تبیان ساخته و در بازار بازی‌های رایانه‌ای ایران موجود می‌باشد. نام این بازی "نجات بندر" است.
در سریال در چشم باد، مسعود سخایی نقش او را ایفا کرده است.